# Косолапов, Ричард Иванович
Ри́чард Ива́нович Косола́пов (25 марта 1930, Новониколаевская — 15 ноября 2020) — советский и российский учёный-обществовед, философ, специалист в области социальной философии; журналист, публицист и общественный деятель. Доктор философских наук (1971), профессор (1974), профессор МГУ. Являлся заместителем заведующего отделом пропаганды и агитации ЦК КПСС, первым заместителем главного редактора газеты «Правда» (1974—1976), главным редактором журнала «Коммунист» (1976—1986). Как отмечалось ЦК КПРФ в связи с 80-летним юбилеем Р. И. Косолапова: он «пользуется большим авторитетом среди коммунистов страны» (2010).
Член КПСС с 1957 года, член ЦК КПСС (1981—1986, кандидат с 1976), депутат Верховного Совета СССР (с 1976 по апрель 1987 г.), являлся членом ЦК КПРФ и РКРП-КПСС.

## Биография
Родился в станице Новониколаевская Нижне-Волжского края. Родители — из донских казаков. Р. И. Косолапов рассказывал: «Мой отец — красный казак, сельский пролетарий — вступил в партию в 1920 году».
Будучи десятиклассником, Косолапов присутствовал на одном судебном процессе, приговор по которому показался ему явно несправедливым (речь идёт об осуждении его отца в начале 1947 года, чего более подробно о причинах см.), что, в частности, подтолкнуло его к неудачной попытке поступить на юридический факультет МГУ. С третьей попытки он поступает в 1950 году на философский факультет МГУ; вопрос зачисления, по его свидетельству, решался на уровне заместителя министра. Школу он окончил с серебряной медалью («я был первым учеником по успеваемости, но получил не золотую, а серебряную медаль из-за „четвёрки“ по не очень любимой химии»).
В другом месте Косолапов вспоминал, что поступил в Московский университет «с потерей трёх лет. Во-первых, с девяти лет вместо семи поступил в школу, а когда окончил школу, в первый год не смог поступить в университет из-за болезни. Отец в это время отбывал наказание, мы жили с матерью, питание было плохое. После истории с отцом отношение ко мне учителей сильно изменилось. Но я всё равно получил похвальный лист и серебряную медаль».
По сообщению В. В. Бараева, Косолапов, «серебряный медалист, был зачислен лишь с третьего захода. Его отца, участника войны, осудили по ложному обвинению в растрате, и он отбывал срок на Севере».
В 1955 году окончил философский факультет МГУ по специализации «логика» (он вспоминал: «Из трёх специализаций — философской, психологической (тогда ещё не было психологического факультета), мне предложили „логику“ — её и пришлось осваивать»).
В 1955—1958 годах работал в Брянском областном комитете ВЛКСМ. В 1958—1959 годах преподавал в Армавирском педагогическом институте.
Окончил очную аспирантуру философского факультета МГУ (научный руководитель — декан профессор В. С. Молодцов), являлся секретарём комсомольской организации факультета. Кандидат философских наук (1962, диссертация «Коммунизм и освобождение человека в сфере труда»).
В 1961—1964 годах — преподаватель философского факультета МГУ, сотрудник и партийный организатор кафедры исторического материализма. В 1964—1966 годах сотрудник Института экономики мировой социалистической системы АН СССР.
В 1966—1974 годах — лектор, консультант, руководитель группы консультантов, заместитель заведующего отделом пропаганды и агитации ЦК КПСС. Как замзав отделом пропаганды курировал внешнеполитическую часть кампании по Солженицыну в начале 1970-х.
В 1971 году защитил докторскую диссертацию «Социализм и проблемы освобождения труда» в Институте марксизма-ленинизма при ЦК КПСС.

### В «Правде» и после
В 1974—1976 годах — первый заместитель главного редактора газеты «Правда». Как вспоминал сам Р. И. Косолапов, назначение было для него неожиданным: «Летом 1974-го я был в отпуске в Крыму. Звонок из Москвы. Сообщают, что надо позвонить секретарю ЦК П. Н. Демичеву. А тот говорит, что завтра меня будут утверждать первым заместителем главного редактора „Правды“, вопрос уже решён. Предварительно со мной никто никогда на эту тему не разговаривал… Эти полтора года работы в „Правде“ я считаю лучшим временем всей своей жизни». Как отмечает профессор МГУ Виктор Трушков, «перевод заместителя заведующего отделом ЦК на вторую роль в „Правде“ в той табели о рангах был явным повышением. Об этом свидетельствовало и избрание Косолапова в марте 1976 года кандидатом в члены ЦК КПСС».
С марта 1976 по март 1986 года — главный редактор журнала «Коммунист». По собственному свидетельству, являлся инициатором написания статьи «Учение Карла Маркса и некоторые вопросы социалистического строительства в СССР», опубликованной в журнале «Коммунист» за авторством новоизбранного генерального секретаря ЦК КПСС Ю. В. Андропова.
Один из составителей последней Программы КПСС, принятой на XXVII съезде. В январе 1986 года направил М. С. Горбачёву письмо, в котором предсказал провал «перестройки», после чего был отправлен в отставку с поста главного редактора «Коммуниста». По собственному утверждению Р. И. Косолапова, решение о его освобождении с поста главного редактора принималось лично генеральным секретарём Горбачёвым, у которого «было стремление освободиться от всего прежнего окружения и Андропова, и Черненко», в частности присутствовал и личный мотив: таким образом освобождалась эта должность для И. Т. Фролова, с которым у Р. И. Косолапова сложились не лучшие отношения. По свидетельству Александра Ципко, «как только Горбачёв пришёл к власти, сразу появился запрос на главных врагов, оппонентов Ричарда Косолапова… Философия перестройки, если рассматривать её в контексте идейной борьбы внутри КПСС в начале 1980-х, была альтернативой неосталинизму Ричарда Косолапова и его друга, помощника Черненко Вадима Печенева, которые в тот момент слыли главными идеологами КПСС». То, что с Печеневым его связывали «длительные дружеские отношения», подтверждал и сам Р. И. Косолапов, отмечая, однако, что к концу 1984 года он разочаровался в нём, а с переходом того в аппарат Ельцина и вовсе порвал с ним отношения.
С марта 1986 года — профессор кафедры социальной философии философского факультета МГУ, исполнял обязанности декана философского факультета МГУ (1986—1987), в 1987—1991 гг. профессор кафедры исторического материализма философского факультета, в 1991—2015 гг. главный научный сотрудник кафедры социальной философии/социальной философии и философии истории философского факультета; член ряда специализированных советов при МГУ. Вспоминал, как «некоторое время, почти год, был деканом философского факультета МГУ. Но Александр Яковлев звонил чуть ли не каждый день и всё же добился его переизбрания, хотя в МГУ долго сопротивлялись его давлению».
Работая в МГУ, являлся членом совета и одним из создателей «Ассоциации научного коммунизма» (АНК), учреждённой с целью «развития марксистско-ленинского учения в условиях перестройки»; был близок к Объединённому фронту трудящихся (ОФТ) СССР; участвовал в двух инициативных съездах коммунистов России (апрель и июнь 1990 года), состоявшихся в Ленинграде; являлся ответственным секретарём оргбюро Движения коммунистической инициативы (ДКИ). В ноябре 1991 года на I съезде Российской коммунистической рабочей партии избран членом её ЦК. Участвовал в работе возглавлявшегося В. А. Купцовым Оргкомитета по созыву II чрезвычайного съезда Компартии Российской Федерации. Благодаря усилиям Р. И. Косолапова половина членов РКРП перешли в феврале 1993 года в КПРФ. Был избран членом ЦИК КПРФ, избирался членом ЦК КПРФ. Впоследствии прекратил свое членство в ней и сосредоточился на работе в КПСС вместе с О.С. Шениным - член её ЦК с 1993 и секретарь оногт по идеологии. 
Избирался депутатом Совета Союза Верховного Совета СССР от Таджикской ССР (в 1979 и 1984 гг.). Являлся председателем Союза журналистов[уточнить].
Председатель Федерации коммунистов учебных, научных и творческих организаций. 22 апреля 2012 года на VIII объединительном съезде избран членом ЦК РКРП-КПСС. Входил в Юбилейный комитет по подготовке к 100-летию Великой Октябрьской социалистической революции (2016). Один из руководителей движения Российских учёных социалистической ориентации (РУСО), член президиума Российской народной академии наук. Входил в редакционно-издательский совет международного теоретического и общественно-политического журнала «Марксизм и современность».
Был женат; сын Кирилл (1970 г. р.; Р. Косолапов пережил сына). Был женат дважды, в первом браке родилась дочь Ольга, которая тоже закончила философский факультет МГУ.умерла во второй половине 90-х. Внуков не оставила, похоронена на Хованском кладбище.
Умер Р. И. Косолапов 15 ноября 2020 года. Похоронен рядом с сыном на кладбище «Ракитки» (участок 9).

## Научная деятельность
Первыми научными опытами Р. И. Косолапова были сопоставительный анализ формальной и диалектической логики и увлечение политической экономией. Дипломная работа была опубликована в виде брошюры «К вопросу о диалектике товара при социализме» (М., 1961). Затем исследователь занялся интерпретацией ранних работ Маркса и его «Капитала», в особенности концепции отчуждения труда, применительно к исследованию советской действительности. В начале 1960-х годов Р. И. Косолапов уточнил формулу «свобода есть познанная необходимость» в смысле снятия отчуждения труда, обеспечения условий деятельного, творческого самоутверждения личности.
В 1960-е годы занимался исследованиями в трёх основных направлениях:
- преодоление укоренившихся представлений о стимулировании труда; обоснование необходимости, помимо материальных и духовных (экономических и моральных) стимулов, также стимулов творчества, обусловленных социальной природой и психофизиологическими особенностями человека;
- ступени обобществления труда и производства, обобществление формальное и реальное, их соотношение и влияние на создание посткапиталистической экономики;
- социально-философское осмысление международных отношений[26].

В 1960—1970-х годах Косолапов обосновывал положение о том, что советское общество является не социалистическим, а только переходным к социализму, что чревато противоречиями. Исходя из этого, он критически рассматривал официальные концепции социалистического образа жизни и развитого социалистического общества. Философ не уравнивал развитое социалистическое общество с брежневской системой и пытался показать возможность возвращения СССР к предшествующему уровню развития. Развитой социализм им понимался как комплексный рубеж, на который при научной политике КПСС и Советского государства могло бы прийти советское общество. К важнейшим признакам развитого социализма Косолапов относил преобладание реального обобществления труда и производства в народном хозяйстве, формирование бесклассовой социальной структуры населения, реальное народовластие. Также исследователь пришёл к выводу, что с превращением труда в жизненную потребность труд для личности становится потребительной ценностью, а с массовостью качественно изменяется вся система производительных сил и межличностных отношений, что ведёт к становлению постиндустриальных обществ. Такой подход привёл Косолапова к конфликту с Отделом науки и учебных заведений ЦК КПСС и руководством АН СССР, а статья «Социализм и противоречия» в газете «Правда» в июле 1984 года — к опале.

## Политические взгляды
Р. И. Косолапов являлся идейным коммунистом. По некоторым данным, Р. И. Косолапов сыграл не последнюю роль в восстановлении В. М. Молотова в рядах КПСС, последовавшем в 1984 году.
Являясь сторонником И. В. Сталина, в 1997 году он инициировал продолжение публикации собрания сочинений И. В. Сталина, начатого Институтом Маркса-Энгельса-Ленина при ЦК ВКП(б) в 1946 году и прерванного в 1951 году после выхода 13-го тома сочинений. Были выпущены 14—18 тома, предисловие к которым написал Р. И. Косолапов.
Косолапов не любил слово «сталинист» и называл себя сталинцем.
В 2002 году Р. И. Косолапов выпустил сборник «Слово товарищу Сталину», в котором собрал наиболее известные работы и речи Сталина и документы, к нему относящиеся. Выпуск этого сборника получил разные оценки, в том числе и негативные.

## Награды
- Орден Ленина (1984)
- Орден Октябрьской революции (24.03.1980)[35]
- Орден Трудового Красного Знамени (1971)
- Ленинская премия ЦК КПРФ (2017)[13][36][37].
- Медаль ЦК КПРФ «90 лет Великой Октябрьской социалистической революции» (2007)[38]

Почётный житель Арбата (2019).

## Отзывы
- Как указывал профессор МГУ Виктор Трушков, «в научном сообществе не только нашей страны, но и за рубежом главный редактор „Коммуниста“, доктор философских наук, профессор Р. И. Косолапов воспринимался как один из самых ярких и талантливых советских социальных философов»[13].
- Историк В. М. Иванов вспоминает, что, будучи сотрудником отдела пропаганды ЦК КПСС, Косолапов «выступил в открытую против „кремлёвки“, пайков и элиты». Он также определяет Косолапова как идеолога политической группы, сложившейся в окружении К. У. Черненко[40].
- Экономист С. М. Меньшиков вспоминал, что при Черненко «Ричард [Косолапов] считался человеком, близким к новому генсеку. У него на столе в редакции стоял тогда особый телефон прямой связи с Черненко, то есть минуя обе правительственные „вертушки“»[41].
- По мнению Александра Ципко, «философия перестройки, если рассматривать её в контексте идейной борьбы внутри КПСС в начале 1980-х, была альтернативой неосталинизму Ричарда Косолапова и его друга, помощника Черненко Вадима Печенева, которые в тот момент слыли главными идеологами КПСС»[17].
- ЦС РУСО: "Он одним из первых раскрыл истинное лицо Никиты Хрущева, оклеветавшего И.В. Сталина"[42].

## Труды
Книги
- Косолапов Р. И. К вопросу о диалектике товара при социализме М., 1961
- Косолапов Р. И. Коммунизм и свобода (1965)
- Косолапов Р. И. Коммунистический труд: природа и стимулы. М., 1968
- Косолапов Р. И. Коммунизм и труд (1968)
- Косолапов Р. И. Ни тени утопии. М., 1971
- Косолапов Р. И. Социализм. Вопросы теории (1975; 1979 — 2-е изд.)
- Косолапов Р. И. Социалистическое общество (в соавт., М., 1975)
- Косолапов Р. И. Во главе коммунистического строительства (1983)
- Косолапов Р. И. О самом главном (1983; 1985)
- Косолапов Р. И. С чего начинается личность (3 статьи и общая редакция. М., 1983).
- Косолапов Р. И., Хлебников И. Б. Обращение к разуму. Человеческий иммунитет (1993)
- Косолапов Р. И. Полет Совы (1994)
- Косолапов Р. И. Идеи разума и сердца (1996)
- Косолапов Р. И. Позвольте мечтать. М., 2000
- Косолапов Р. И. Слово товарищу Сталину (2002)
- Косолапов Р. И. Истина из России (2004)
- Косолапов Р. И., Першин В., Рыченков С., Сахаров В. Немцы в Катыни. Документы о расстреле польских военнопленных осенью 1941 года (2010)
- Косолапов Р. И. Сталин и Ленин (2011)
- Косолапов Р. И. Сталин и современность (2011)

Статьи
- Косолапов Р. И. Философия и перестройка // «Материализм воинствующий — значит диалектический». Усть-Каменогорск, 1988.
- Косолапов Р. И. Был ли XX век железным // Досье «Гласности». — 2000. — № 10.
- В журналах «Мировая экономика и международные отношения», «Вопросы философии»

Переводы
- Мост И. «Капитал и труд. Популярное извлечение из „Капитала“ Карла Маркса» (2011)